# Липня (Смоленская область)
Липня   — деревня  в  Смоленской области России,  в Ельнинском районе. Население — 5 жителей   2007 .  Расположена в юго-восточной части области  в 10 км к югу от города Ельня, у автодороги  Р137 Сафоново — Рославль. Входит в состав Новоспасского сельского поселения.   До начала 1990-х годов близ деревни располагался аэродром сельхозавиации и проходила лесовозная узкоколейная железная дорога от Ельни (разобрана в 1992 году).

## История
В годы Великой Отечественной войны деревня была местом ожесточённых боёв и дважды была оккупирована гитлеровскими войсками. 1-й раз в июле 1941 года (освобождена в ходе Ельнинской операции), 2-й раз в октябре 1941 года (освобождена в ходе Ельнинско-Дорогобужской операции в 1943 году).  Была освобождена 68-й армией. 

## Экономика
Фермерские хозяйства . Возле деревни найдены месторождения гончарных и черепичных глин, а также строительного песка и гравия .